# Melicope calycina
Melicope calycina är en vinruteväxtart som beskrevs av Thomas Gordon Hartley. Melicope calycina ingår i släktet Melicope och familjen vinruteväxter. Inga underarter finns listade i Catalogue of Life.